# Jazz club

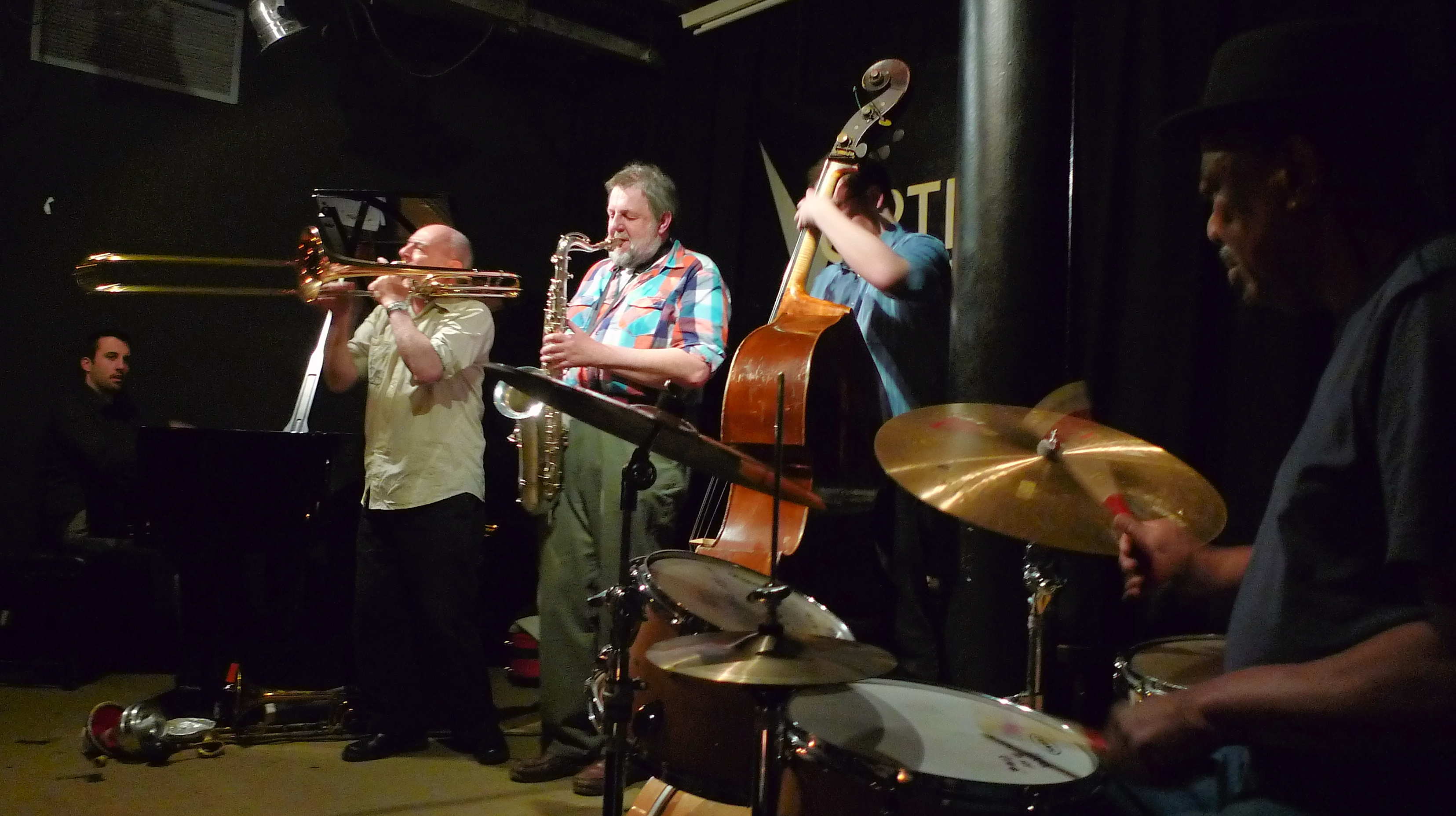
Il Louis Moholo Quintet si esibisce in un jazz club

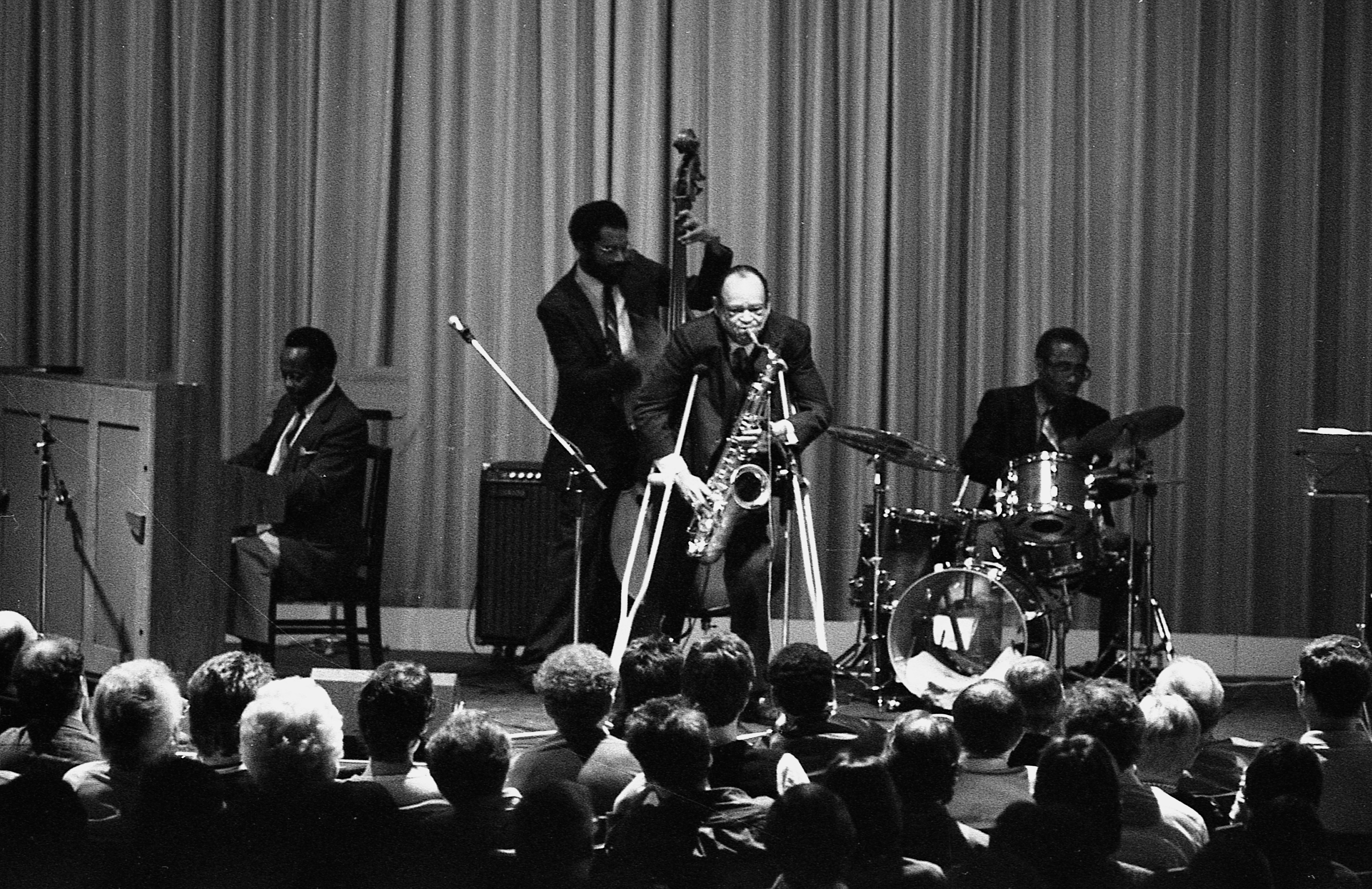
Arnett Cobb e la band al cineforum

Un jazz club è un locale dove l'intrattenimento principale è l'esecuzione di musica jazz dal vivo, sebbene alcuni jazz club si concentrino principalmente sullo studio e/o sulla promozione della musica jazz. I jazz club sono solitamente un tipo di nightclub o un bar con licenza per la vendita di bevande alcoliche. Erano in grandi sale nell'era del jazz orchestrale e del jazz delle big band, quando le band erano grandi e spesso integrate da una sezione d'archi. Anche le grandi sale erano più comuni nell'era dello swing, perché a quel tempo il jazz era popolare come dance music, quindi i ballerini avevano bisogno di spazio per muoversi. Con il passaggio agli stili degli anni '40 come il bebop e stili successivi come il soul jazz, furono utilizzate principalmente piccole combo di musicisti come quartetti e trii e la musica divenne più una musica da ascoltare, piuttosto che una forma di musica da ballo. Di conseguenza, diventarono più pratici i club più piccoli con palchi piccoli.

## Storia
Negli anni 2000 i jazz club si possono trovare nei seminterrati di edifici residenziali più grandi, nelle vetrine dei negozi o ai piani superiori delle imprese di vendita al dettaglio. Possono essere piuttosto piccoli rispetto ad altri locali musicali, come i club di musica rock, riflettendo l'atmosfera intima degli spettacoli jazz e il declino a lungo termine dell'interesse popolare per il jazz. Nonostante siano chiamati "club", questi locali di solito non sono esclusivi. Alcuni club, tuttavia, prevedono un costo per il coperto se suona una band dal vivo. Alcuni jazz club ospitano "jam session" fuori orario o nelle prime sere della settimana. Durante le jam session, sia i musicisti professionisti che i dilettanti condividono generalmente il palco.
Nel XIX secolo, prima della nascita del jazz, le forme popolari di musica dal vivo per la maggior parte dei bianchi americani benestanti includevano musica classica da concerto, come concerti e sinfonie, musica suonata durante spettacoli, come l'opera e il balletto e musica da sala da ballo. Per queste persone uscire era un'occasione formale e la musica era trattata come qualcosa da ascoltare, se alla sinfonia o al teatro dell'opera, o da ballare in modo riservato, se a un ballo.
Durante lo stesso secolo, le comunità afroamericane furono emarginate dal punto di vista economico. Ma nonostante questa mancanza di ricchezza materiale, avevano una fiorente comunità e una cultura basata su spettacoli musicali informali, come esibizioni di bande di ottoni ai funerali, musica cantata in chiesa e musica suonata per le famiglie che mangiavano picnic nei parchi. La cultura afro-americana ha sviluppato attività comuni per la condivisione informale, come le patatine fritte del sabato sera, il campeggio domenicale lungo le rive del lago Pontchartrain a Milneburg e Bucktown, la preparazione di banchetti di fagioli rossi e riso il lunedì e l'organizzazione di balli notturni nelle sale dei quartieri di tutta la città. Questo lungo e profondo impegno per la musica e la danza, insieme alla mescolanza di tradizioni musicali come la musica spirituale della chiesa, il blues portato in città dai chitarristi rurali, gli spettacoli di minstrel shows alla vita delle piantagioni, il ritmo e la cadenza delle marching band militari e la sincope del pianoforte ragtime, hanno portato alla creazione di un nuovo modo di ascoltare la musica dal vivo. Nei libri di storia del jazz, luoghi come New Orleans, Chicago, Harlem, Kansas City, U Street a Washington DC e la zona di Central Avenue a Los Angeles sono spesso citati come i principali luoghi di crescita del jazz.
Le tradizioni musicali africane facevano principalmente uso di una melodia a linea singola e di uno schema di chiamata e risposta, mentre i ritmi hanno una struttura contrometrica e riflettono i modelli linguistici africani. Fino al 1843, la domenica a Place Congo, o Congo Square, a New Orleans, venivano organizzati sontuosi festival con danze africane al suono dei tamburi. Un'altra influenza sulla musica nera proveniva dallo stile degli inni della chiesa, che gli schiavi neri avevano imparato e incorporato nei la propria musica come spiritual. Durante l'inizio del XIX secolo un numero crescente di musicisti neri imparò a suonare strumenti europei.
I "Black Codes" vietavano l'uso dei tamburi da parte degli schiavi, il che significava che le tradizioni africane dei tamburi non erano preservate in Nord America, a differenza di Cuba, Haiti e altrove nei Caraibi. Gli schemi ritmici di origine africana furono mantenuti negli Stati Uniti in gran parte attraverso "ritmi corporei" come battere i piedi, battere le mani e dare colpetti sulla juba. Nel periodo successivo alla guerra civile, dopo il 1865, gli afroamericani furono in grado di ottenere grancasse, rullanti e pifferi militari in eccedenza, ed emerse un'originale musica afroamericana per tamburi e pifferi, con il tresillo e le relative figure ritmiche sincopate.
L'abolizione della schiavitù nel 1865 portò nuove opportunità per l'istruzione degli afroamericani liberati. Sebbene la rigida segregazione razziale limitasse le opportunità di lavoro per la maggior parte dei neri, molti riuscirono a trovare lavoro nel settore dell'intrattenimento. I musicisti neri erano in grado di fornire intrattenimento in balli, minstrel show e vaudeville, durante i quali si formarono molte bande musicali. I pianisti neri suonavano nei bar, nei club e nei bordelli, mentre si sviluppava il ragtime. Blues è il nome dato sia ad una forma musicale che ad un genere musicale, che hanno avuto origine nelle comunità afroamericane principalmente del "Profondo Sud" degli Stati Uniti alla fine del XIX secolo dai loro spiritual, canti di lavoro, field holler, gridi e canti e semplici ballate narrative in rima semplice.
La musica di New Orleans ebbe un profondo effetto sulla creazione del primo jazz. Molti dei primi artisti jazz suonavano in locali sparsi per la città, come i bordelli e i bar dei quartieri a luce rossa intorno a Basin Street, conosciuti come "Storyville". Oltre alle bande da ballo, c'erano numerose bande musicali che suonavano ai sontuosi funerali (in seguito chiamati funerali jazz), organizzati dalle comunità afroamericane ed europee. Gli strumenti utilizzati nelle marching bands e nelle bande da ballo divennero gli strumenti base del jazz.

### L'Età del Jazz
Nonostante la sua crescente popolarità, non tutti coloro che vivevano nell'età del jazz erano appassionati del suono della musica jazz, e in particolare dei jazz club. Con l'avvento del XX secolo, iniziarono ad apparire campagne per censurare la "musica del diavolo", vietando quando e dove i jazz club potevano essere costruiti. Per esempio, una casa di Cincinnati per madri incinte ottenne un'ingiunzione per impedire la costruzione di un vicino teatro dove sarebbe stato suonato jazz, convincendo un tribunale che la musica era pericolosa per i feti. Entro la fine degli anni ’20, almeno 60 comunità in tutta la nazione emanarono leggi che proibivano il jazz nelle sale da ballo pubbliche.
Il proibizionismo nel 1920 favorì la nascita dei jazz club clandestini gestiti da gangster. Questi locali servivano alcolici, assumevano musicisti neri e permettevano ai bianchi, ai neri e al pubblico di tutte le classi sociali di socializzare per la prima volta. Sebbene i jazz club clandestini incoraggiassero la mescolanza di razze nell'età del jazz, c'erano altri jazz club, come il Cotton Club di New York, che erano esclusivamente bianchi.

### Be-Bop
Negli anni quaranta la musica jazz come forma di musica popolare era in declino, così come la popolarità dei jazz club. All'inizio degli anni '40, gli artisti in stile bebop iniziarono a trasformare il jazz da musica popolare ballabile verso una più impegnativa "musica da musicista." Poiché il bebop doveva essere ascoltato, non ballato, poteva usare tempi più veloci. La batteria fu spostata verso uno stile più sfuggente ed esplosivo e una musica altamente sincopata. Sebbene il bebop non attirasse le grandi folle che un tempo accorrevano nelle discoteche dell'era swing, lo stile bebop era basato su piccole combo come il quartetto jazz. Con questi gruppi più piccoli sul palco, i club più piccoli potevano permettersi di pagare gli ensemble anche con club molto più piccoli di quanto fossero comuni negli anni '30, periodo di massimo splendore del Cotton Club.

### Soul jazz
Il soul jazz era uno sviluppo dell'hard bop che incorporava forti influenze dal blues, dal gospel e dal rhythm and blues per creare musica per piccoli gruppi, spesso il trio d'organo composto da Organo Hammond, batterista e sassofonista tenore. A differenza dell'hard bop, il soul jazz generalmente enfatizzava i groove ripetitivi e gli hook melodici, e le improvvisazioni erano spesso meno complesse che in altri stili jazz. Spesso aveva un groove più stabile in stile "funk" più stabile, diverso dai ritmi swing tipici di gran parte dell'hard bop. Il soul jazz si rivelò un vantaggio per i jazz club, perché poiché i trii d'organo erano basati sul potente organo Hammond, un trio d'organo a tre elementi poteva riempire una discoteca con lo stesso suono pieno che negli anni precedenti avrebbe richiesto cinque o sei elementi.

### Rinascita del tradizionalismo

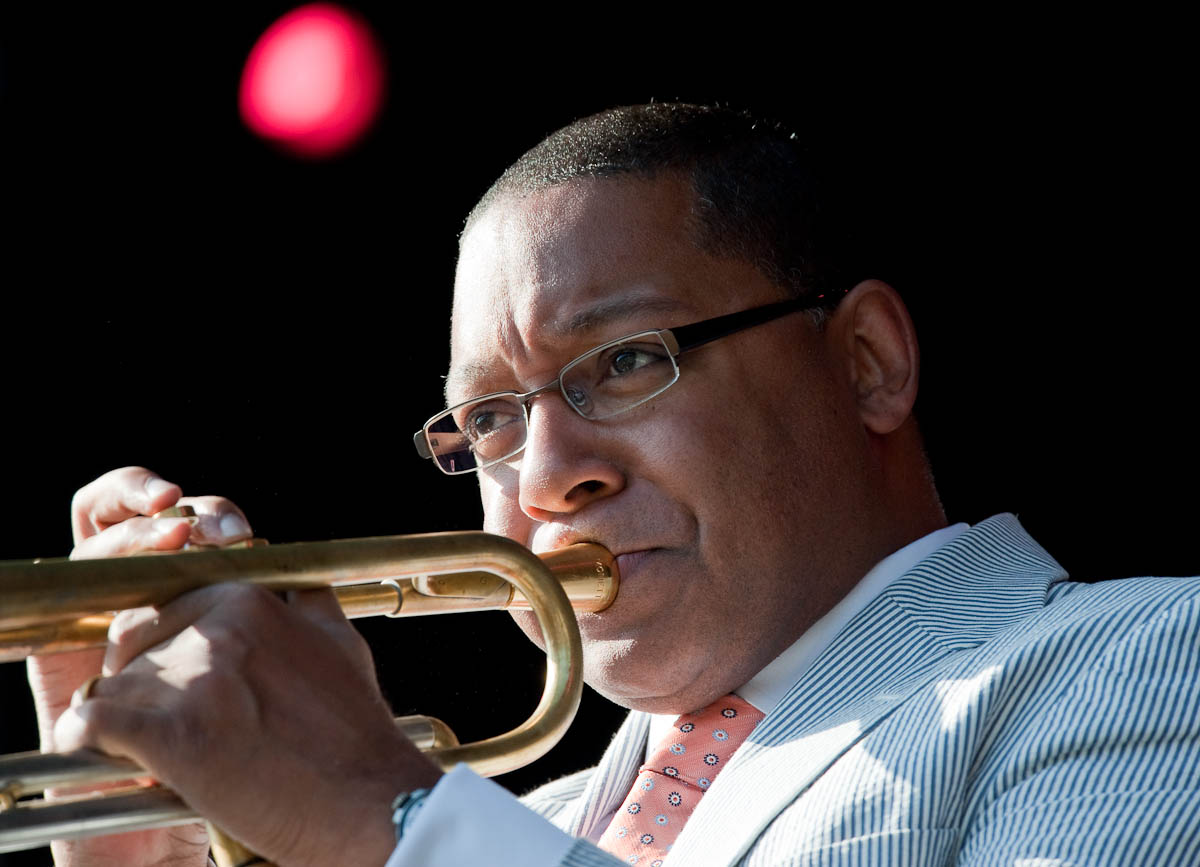
Wynton Marsalis

Gli anni '80 videro una sorta di reazione contro fusion e free jazz che avevano dominato gli anni '70. Il trombettista Wynton Marsalis emerse all'inizio del decennio e si sforzò di creare musica all'interno di quella che credeva fosse la tradizione, rifiutando sia la fusion che il free jazz e creando estensioni delle forme piccole e grandi inizialmente sperimentate da artisti come Louis Armstrong e Duke Ellington, come così come l'hard bop degli anni '50.
È discutibile se il successo critico e commerciale di Marsalis sia stato una causa o un sintomo della reazione contro fusion e free jazz e le la rinascita dell'interesse per il tipo di jazz sperimentato negli anni '60, in particolare il modal jazz e il post-bop; tuttavia ci furono molte altre manifestazioni di una rinascita del tradizionalismo, anche se fusion e free jazz non furono affatto abbandonati e continuarono a svilupparsi ed evolversi.
Fino agli anni '80, i club in cui viene eseguito in questi paesi forniscono luoghi di incontro per dissidenti politici, tuttavia la frequentazione di questi club è minuscola rispetto alla popolarità dei jazz club durante l'Età del jazz.

## Club importanti

### America del Nord

#### New Orleans, Louisiana
Conosciuta come la "culla del jazz", New Orleans è sede di alcuni dei più antichi e famosi jazz club negli Stati Uniti, tra i quali:
- Economy Hall
- Preservation Hall
- Storyville, New Orleans

#### New York, New York
- Blue Note
- Birdland
- Seventh Avenue South[20]
- Savoy Ballroom[21]
- Minton's Playhouse[22]
- Cotton Club[23]

#### Saint Louis, Missouri
- Club Riviera[24]
- Peacock Alley[25]
- Club Plantation[26]

#### Washington D.C. e U Street
- Howard Theater[27]
- Crystal Caverns[28]
- Lincoln Theater[29]

#### Chicago, Illinois
- The Beehive Lounge[30]
- Mandel Hall[30]
- Cadillac Bob's[30]
- Club DeLisa[30]
- Gerri's Palm Tavern[31]
- Blue Note[32]

#### San Francisco, California
- Black Hawk[33]

#### Seattle, Washington
- Dimitriou's Jazz Alley[34]

#### Denver, Colorado
- Dazzle Denver[35]

#### Boston,  Massachusetts
- Wally's Cafe

### Europa

#### Bruxelles, Belgio
- L'Archiduc

#### Londra, Inghilterra
- Ronnie Scott's Jazz Club
- 606 Club

#### Parigi, Francia
- Jazz Club Étoile[36]

#### Milano, Italia
- Blue Note

#### Roma, Italia
- BeBop Jazz Club

### Medio Oriente

#### Tel Aviv, Israele
- Beit HaAmudim[37]